# Acronicta degener
Acronicta degener är en fjärilsart som beskrevs av Ignaz Schiffermüller 1776. Acronicta degener ingår i släktet Acronicta och familjen nattflyn. Inga underarter finns listade i Catalogue of Life.